# メリーゴーランド (優里の曲)
「メリーゴーランド」は、日本のシンガーソングライター・優里の楽曲。メジャー13作目の配信限定シングルとして2022年12月22日にリリースされた。

「メリーゴーランド」は、優里が初めて映画の主題歌を担当した楽曲。映画『かがみの孤城』公開前日である12月22日にデジタルリリースされた。
優里は、「『かがみの孤城』で描かれている、7人の子供たちのそれぞれの成長する姿や想いを込めた、離れ離れになった大切な人を愛しく想う歌です。映画を観たみなさんがそれぞれの気持ちで主題歌「メリーゴーランド」を感じてもらって、この曲がみなさんの一人じゃない未来に寄り添っていけたら嬉しいです。」と楽曲に込めた想いをコメント。
ミュージックビデオは、2022年12月28日20時にYouTubeプレミア公開した。映画の世界観を捉えた、大切な人を想う切なくも温かな主題歌で、MVは優里の代表曲「ドライフラワー」なども手掛けたエリザベス宮地が監督を担当、映画『かがみの孤城』主人公こころ役の女優・當真あみが主演を務め、温かくも切ない青春ストーリーを描いている。